# Lü Bicheng
En una onomàstica xinesa Lü es el cognom i Bicheng el prenom.
Lü Bicheng (xinès simplificat: 吕碧城),de nom original Xianxi, també coneguda pel seu nom de cortesia Duntian i el de budista Baolian També algunes obres les va signar com Lanqing o Xinfang. (Taiyuan 1883 - Hong Kong 1943). Editora, traductora, poetessa, animalista i feminista xinesa. Va ser pionera dels moviments favorables a la formació i educació de les dones xineses.

## Biografia

#### Primers anys
Lü Bichen va néixer l'any 1883 a Taiyuan, província de Shanxi. Nascuda i criada en una família noble originaria de la província d'Anhui,va rebre formació tradicional en pintura i poesia xinesa i de ben jove va mostrar un talent excepcional per escriure poemes. El seu pare que tenia el grau de "jinshi", va ser membre de l'Acadèmia Hanlin i treballava al Museu h'Historia de Shanxi. La seva mare, de família de funcionaris, va rebre formació a nivell dels nobles de la Cort Imperial. Als tretze anys Lü va perdre el seu pare i més tard els seus dos germans van morir prematurament i la família va entrar en una època de dificultats i Lü va anar a viure a Tanggu i desprès, als vint-i-un anys, es va traslladar a Tianjin, on va conèixer a Ying Lianzhi 英斂之 , l'editor en cap del Da gong bao 大公報 que la va incorporar al diari, i Lü es va convertir en una de les primeres dones periodistes de la Xina.
Lü Bicheng va estudiar anglès amb Yan Fu , al voltant de 1909. Yan havia traduït el manual de lògica de William Stanley Jevons (1835–1882) (Mingxue qianshuo 名學淺說) al xinès i el va utilitzar com a llibre de text per Lü.
El 1912 va ser contractada pel gover de la República com a secretària al Palau Presidencial, convertint-se en la primera dona a ocupar aquest alt càrrec en la història moderna de la Xina, però va deixar el càrrec quan Yuan Shikai va proclamar-se emperador; Lü va marxar de Pequín i es va traslladar a Shanghai.

#### Estada als Estats Units
El 1918, va marxar cap als Estats Units per primera vegada. De 1921 a 1922, va estudiar belles arts i anglès. a la Universitat de Colúmbia, i va fer de corresponsal del diari "Shanghai Times". El 1926 hi va tornar i va assistir a un curs del professor Horace L. Friess, titulat “A Study of Religions”, que incloïa les religions asiàtiques al currículum.

#### Estada a Europa
Va viure a Europa entre 1927 i 1933. Durant la seva estada, va viatjar molt i es va familiaritzar amb la cultura i la història europees. En aquest període va ser testimoni de l'auge de la investigació psíquica europea i va mostrar interès per ella. En un article titulat "Xuanxue yu kexue jiang goutong hu" 玄學與科學將溝通乎 (Will Metaphysics and Science Converge), va esmentar la seva relació amb la Society for Psychical Research de Londres. Va recollir les seves experiències en "Wanderings in Europe and America" (també conegut com "Hongxue Marriage"), que va publicar a les revistes "Shuntian Times" i "Half Moon" de Pequín.

#### Carrera literària i periodística
Les contribucions de Lü Bicheng a la literatura xinesa no només van incloure poesia i assaig, sinó que també es van estendre a la defensa de causes socials com els drets dels animals i el budisme, la qual cosa la va convertir en una figura polièdrica en el panorama literari de la Xina de principis del segle xx. Entre 1904 i 1908 va escriure nombrosos articles i poemes al diari Da Gong Bao per promoure els drets de les dones i defensar l'alliberament de les dones.
Va ser una poeta talentosa i va publicar la seva primera col·lecció de poesia, "Tidings of Flowers", el 1918. La seva poesia reflectia una barreja de valors tradicionals xinesos i temes moderns. Dues de les seves tres germanes Meisun i Kunxiu també van ser escriptores reconegudes.

#### Feminista
Mentre treballava al Da gong bao, va publicar una sèrie d'articles que defensaven els drets de les dones. Va utilitzar el diari com a plataforma per recaptar fons per a l'educació de les dones i va col·laborar amb intel·lectuals de renom, com Liang Shiyi, Fu Zengxiang, i Fang Yaoyu. Els seus escrits van tenir molta repercussió entre la classe política de l'època tant a Tianjin com a Pequín. Yuan Kewen, fill de Yuan Shikai, Li Jingxi, nebot de Li Hongzhang, i altres van escriure sobre ella i la van elogiar molt.
Amb el suport d'intel·lectuals i personalitats de Tianjin, com Yan Xiu, Tang Shaoyi i Liang Shiyi entre altres va construir i dirigir "l'Escola Pública de Dones de Beiyang" (Beiyang nüzi gongxue 北洋女子公學)que més tard passaria a dir-se 'Escola l'Escola Normal de Noies de Taiyuan, on entre altres hi va estudiar les escriptores Xu Guangping, Shi Pingmei i l'activista Liu Qingyang entre d'altres.
Lü va escriure que les dones haurien de “complir les mateixes obligacions, tenir la mateixa consciència política i gaudir dels mateixos drets que els ciutadans masculins"
En aquesta època Lü va tenir una gran relació i amistat amb l'activista i feminista Qiu Jin fundadora del "Zhongguo Nübao" (Diari de la Dona de la Xina) i de la qual Lü en va escriure una biografia "The Biography of the Revolutionary Heroine Qiu Jin".

#### Animalista
L'any 1928, va establir contacte amb la Societat per a la Prevenció de la Crueltat cap als Animals a Londres i va incorporar elements morals sobre l'opció d'abstenir-se de matar animals. Va argumentar en contra de la idea que els febles havien de ser víctimes dels forts i va defensar la prohibició de matar animals a la llum de les similituds entre humans i animals. Atès que la gent havia de sacrificar animals amb finalitats religioses o per a les necessitats de la vida diària, va admetre que els carnissers haurien d'adoptar una certa tecnologia en combinació amb els narcòtics per minimitzar el dolor dels animals quan els sacrificaven.
Va fundar una societat per a la protecció dels animals i va adoptar un estil de vida vegetarià. Es va mantenir a l'avantguarda d'aquest moviment, no només a la pràctica activista, sinó també amb una destacada reflexió teòrica, participant activament dels debats que es desenvolupaven simultàniament a altres nacions del món. . Amb aquestes bases, apuntava a construir una nova ètica humanista que superés les estretors de l'utilitarisme. El maig de 1929 va acceptar la invitació de la Societat Internacional de Protecció dels Animals per participar al seu congrés a Viena.

#### Budisme
Va començar a participar en activitats budistes a París, i a Ginebra gradualment es va concentrar a estudiar el budisme. El seu interès la va portar a escriure i traduir diversos llibres sobre el budisme .Es va convertir en una practicant budista compromesa el 1930, adoptant el nom budista de Baolian . La seva dedicació al budisme i la promoció del vegetarianisme van mostrar el seu compromís amb les creences espirituals i les pràctiques ètiques. El 1940, va publicar el "An Outline of Karma", escrit en anglès que tenia com a objectiu difondre els ensenyaments budistes al món occidental.
Va morir a Hong Kong el 24 de gener de 1943.